# ولوگرد
وَلوگِرد یا ولوجرد، روستایی از توابع بخش مرکزی شهرستان نطنز در استان اصفهان ایران است.

## جمعیت
براساس سرشماری مرکز آمار ایران در سال ۱۳۸۵، جمعیت این روستا ۴۵ نفر [نیازمند بررسی دقیقتر] (۸۶خانوار) [نیازمند بررسی دقیقتر] بوده‌است.